# ハバロフスク橋
座標: 北緯48度32分10秒 東経135度00分00秒 / 北緯48.53611度 東経135.00000度

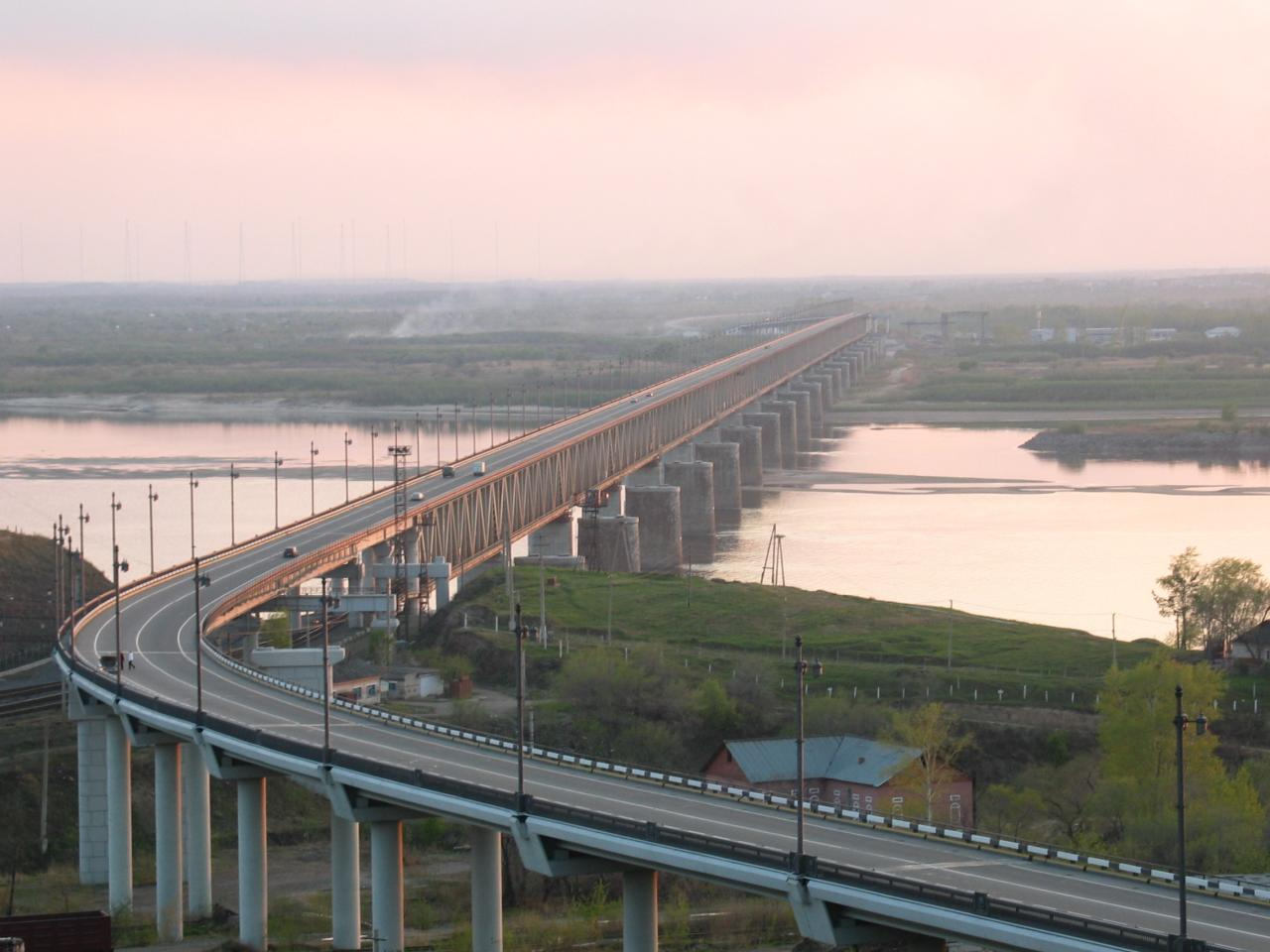
現在のハバロフスク橋

ハバロフスク橋（はばろふすくきょう、ロシア語:Хабаровский мост）は、ロシア極東のハバロフスク地方を流れるアムール川に架かる橋である。1998年に完成した。アムール川鉄橋、アムール鉄橋、アムール大橋とも呼ばれる。

## 歴史

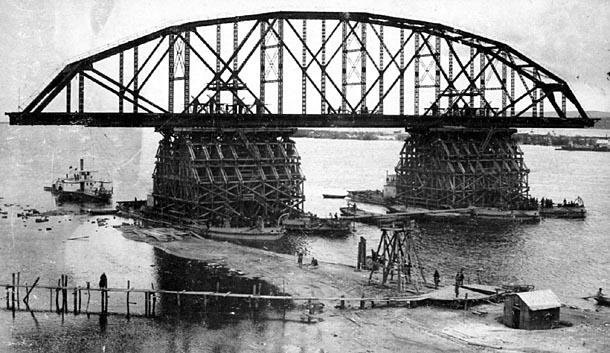
初代ハバロフスク橋（建設時）

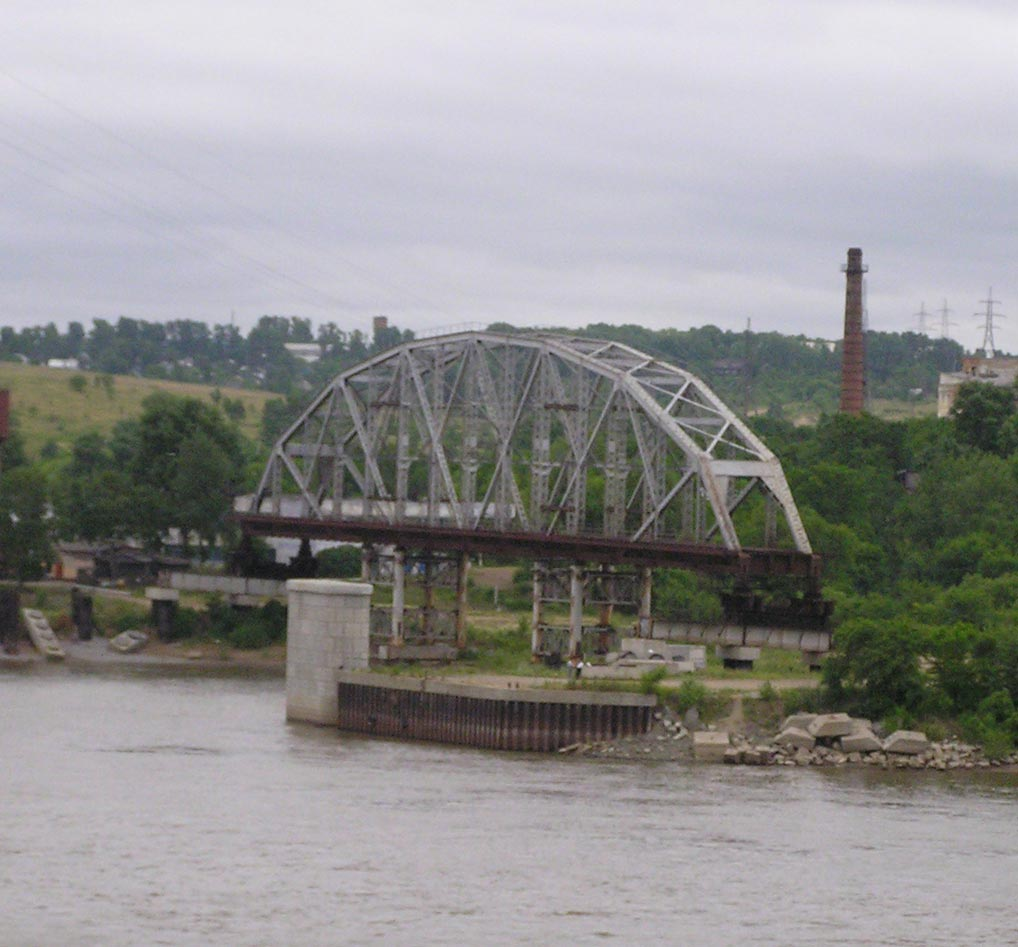
初代ハバロフスク橋の残存部分

### 初代
1916年、ラヴル・プロスクリャコフの設計でアムール川に最初の鉄橋が架けられた。これにより、シベリア鉄道が全線開通した。それまでは清国を通る東清鉄道を"暫定的"なシベリア鉄道としていた。単線ながら全長2.5kmを超える長さは、ロシア帝国、ソヴィエト連邦の歴史を通じて最長の鉄橋であった。
1941年、スターリンの指示により、川底を通る全長7kmのハバロフスク・アムール川底トンネルが掘られ、この区間は複線化された。このトンネルはグラグ（強制収用所）の囚人を多数動員して極秘に建設された。

### 二代目

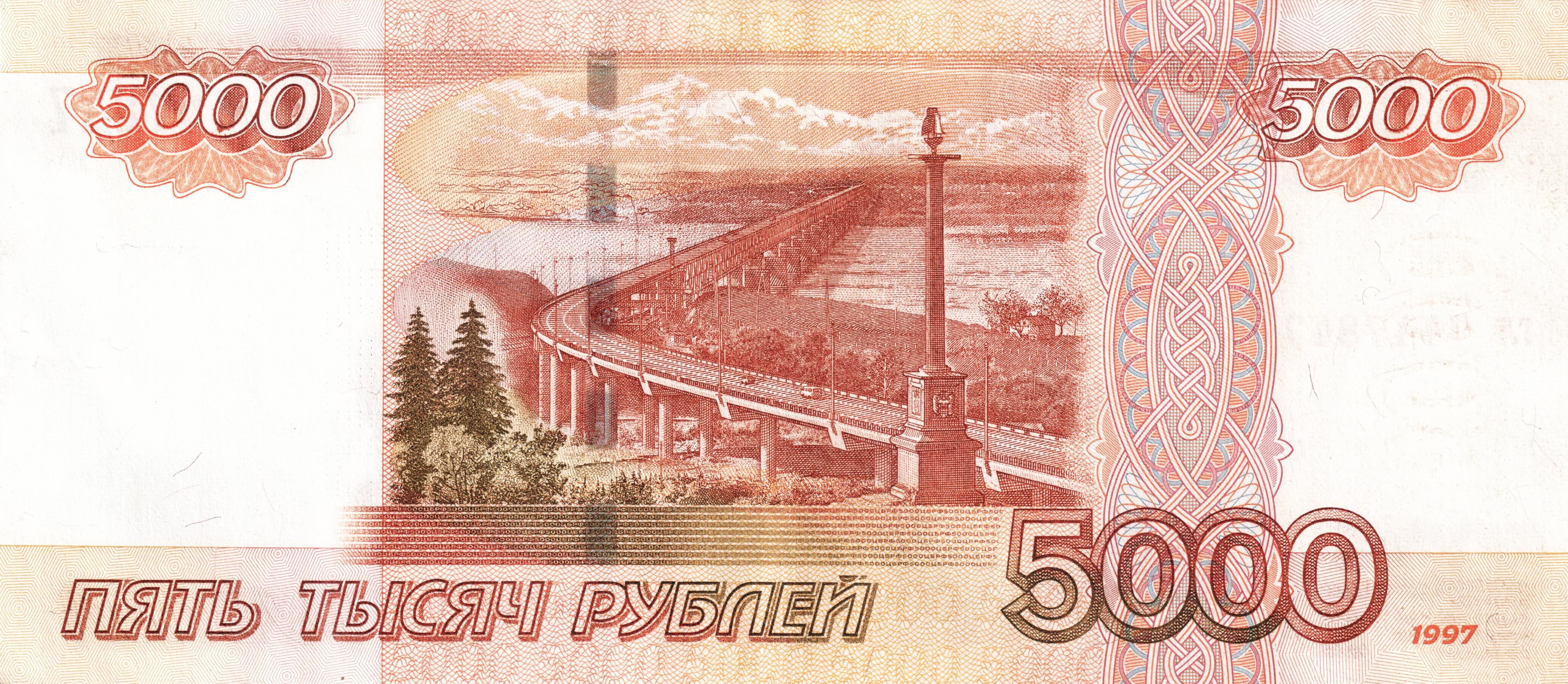
5000ルーブル紙幣に描かれたハバロフスク橋

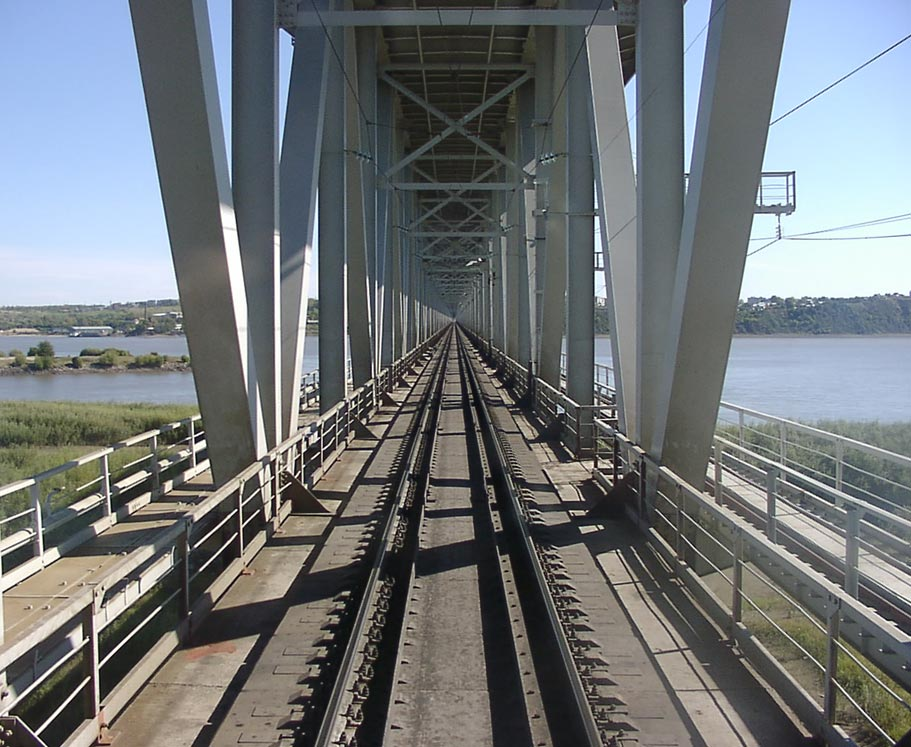
単線時の鉄道部分(2005年)

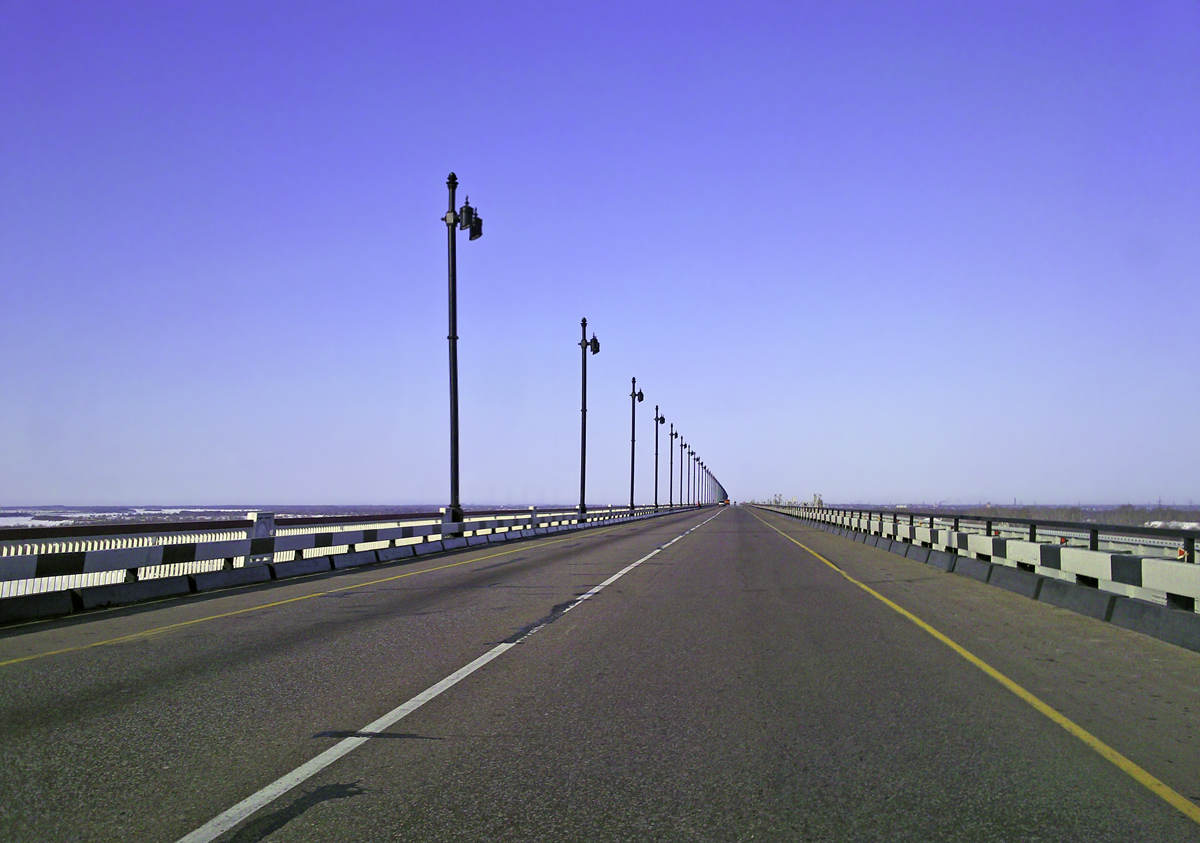
道路部分(2010年)

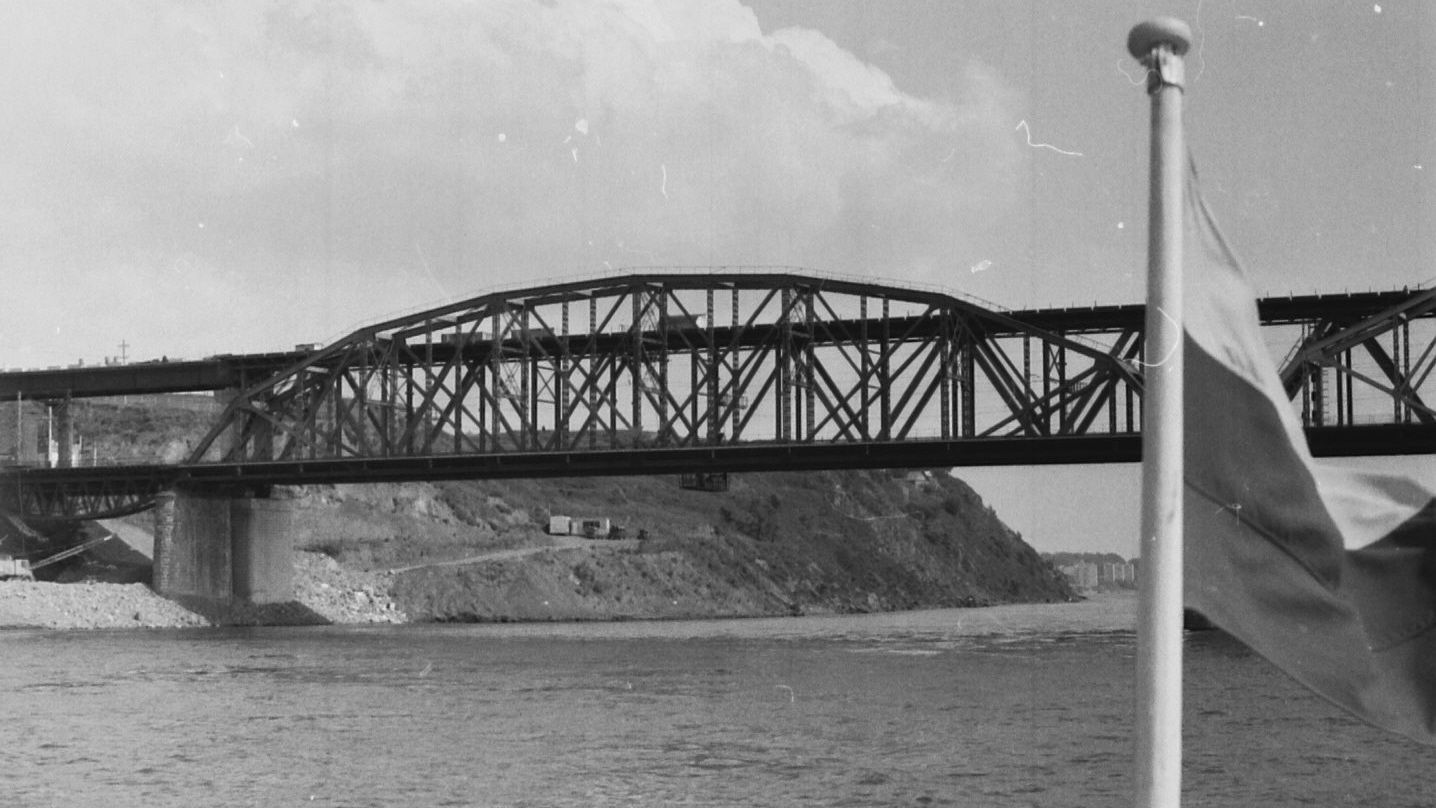
新橋桁完成時(1998年7月)

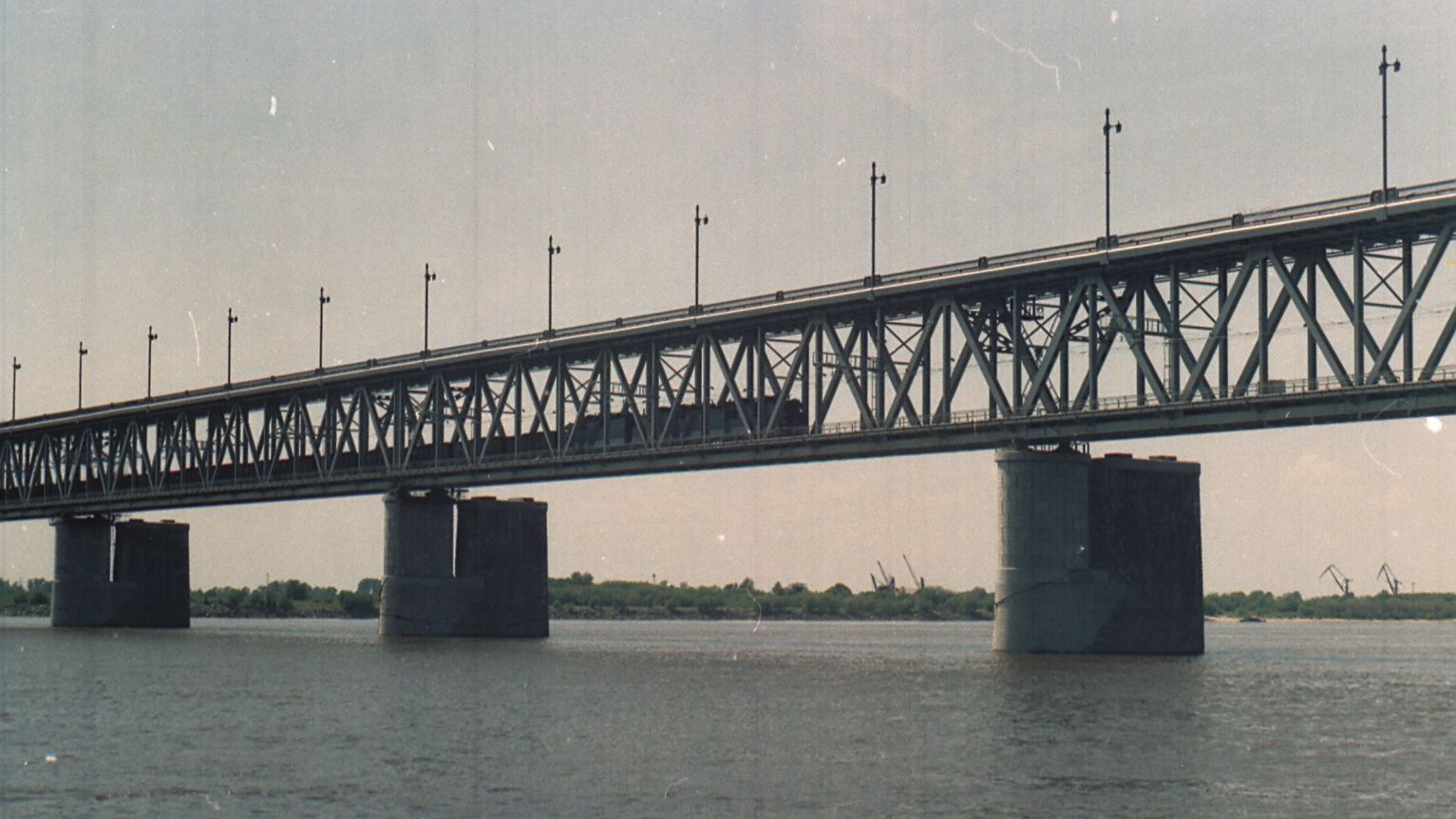
旧橋桁撤去時(2002年6月)

1998年6月、新しい橋が旧橋のすぐ脇に完成した。全長2598mで橋脚数は26、形式はトラス橋である。新橋は2層式の鉄道道路併用橋になっていて、下層部に鉄道、上層部に2車線の自動車道路（シベリア横断道路の一部を構成するM58アムール幹線道路）が通っている。鉄道の運行は1998年6月より開始され、開業時は、単線運行でウラジオストク駅方面に向かう列車がこちらを通り、モスクワ方面に向かう列車は川底トンネルを使用した。2009年11月より複線運行が開始された。道路部分は1999年より使用を開始した。
旧橋の橋脚は残っているが、橋桁は解体された。橋桁の1スパンは近くのアムール川鉄橋歴史博物館に保存されている。ここでは、以前は極秘とされた川底トンネルの設計図など貴重な資料を見ることが出来る。